# La Febró
La Febró è un comune spagnolo di 62 abitanti situato nella comunità autonoma della Catalogna.